# Enercom
Enercom è un'azienda di vendita di energia elettrica, gas e soluzioni di efficienza energetica.

## Storia
Nata nel 2002 per gestire l'attività di vendita del gas naturale ai clienti finali in modo autonomo rispetto all'attività di distribuzione, così come previsto dal processo di liberalizzazione del mercato del gas naturale avviato col dlgs. n.164/00.
Dal 2003 nell'azionariato della società è entrato, a fianco della famiglia Crotti storica proprietaria dell'azienda, E.ON Italia.
Nel 2005 nasce il Gruppo ENERGEI ed Enercom srl diviene nuovamente 100% della famiglia Crotti.
Nel 2018 viene acquisita SIMET Impianti, società padovana di illuminazione pubblica e smart city.
Nel 2019 la holding prende definitivamente il nome di Gruppo Enercom.
L'azienda fa frutto dell'esperienza e della competenza di 70 anni di attività nel settore energetico sviluppato dalle diverse società concessionarie del servizio gas che hanno deciso di fondersi in questo progetto.

## Vendita e fornitura di elettricità e gas naturale
Al 2023 Enercom vanta circa 160.000 clienti, 210.000.000 di kWh e 250.000.000 di metri cubi di gas venduti.